# Babettes Fest
Babettes Fest ist ein dänischer Film aus dem Jahr 1987, der auf Karen Blixens Novelle Babettes Gastmahl (Originaltitel: Babettes gæstebud) basiert. Regie führte Gabriel Axel, der auch das Drehbuch schrieb. Die Hauptrollen spielten Stéphane Audran, Birgitte Federspiel und Bodil Kjer. Der Film wurde mehrfach ausgezeichnet, unter anderem mit dem Oscar als bester fremdsprachiger Film.

## Handlung
Die beiden Schwestern Martina und Philippa gelten als die schönsten Mädchen in einem kleinen jütländischen Fischerdorf im Dänemark des 19. Jahrhunderts. Ihr Vater, der Pastor des Dorfes, ist der Gründer eines pietistischen Konventikels. Er hat den Geschwistern die weiblichen Formen der Vornamen seiner Vorbilder Martin Luther und Philipp Melanchthon gegeben und sie zu frommen, bescheidenen und enthaltsamen Menschen erzogen.
Die Stimmung in der Gemeinde ist jedoch von Unzufriedenheit und teilweise offenen Konflikten geprägt.
Der junge Offizier Lorens Löwenhjelm, der angesichts hoher Spielschulden zu erzieherischen Zwecken zu seiner Tante in die Nähe des Dorfs geschickt wurde, verliebt sich in Martina – ohne dass diese Liebe von ihm oder gar ihr ausgesprochen werden kann. Er verlässt das Dorf mit einer großen Trauer im Herzen, weiß jedoch die Einführung in Frömmigkeit für seinen Ruf und seine Karriere zu nutzen. Auch Philippa wird umworben; der französische Opernsänger Achille Papin, der sich zur Kur in dem Dorf aufhält, erteilt ihr mit Zustimmung des Vaters Gesangsunterricht und erkennt in ihrer Stimme das Potential für eine Karriere auf der Opernbühne. Als sie aber seine Zuneigung bemerkt, schreckt sie zurück und bricht den Unterricht ab. Enttäuscht kehrt Papin nach Frankreich zurück.
Nach dem Tod ihres Vaters übernehmen Martina und Philippa den Haushalt und sorgen für den Zusammenhalt der Gemeinde. Im Jahr 1872 trifft die Französin Babette Harsant im Dorf ein, mit einem Brief von Achille Papin, der die Schwestern bittet, Babette, die vor der blutigen Niederschlagung der Revolution durch General Galliffet geflohen ist, zu beheimaten und anzustellen. Babette soll die Küchenarbeit übernehmen und wird sorgfältig eingewiesen, wie man Stockfisch behandelt und Brotsuppe kocht. Unter der Hand nehmen aber die Speisen nach und nach an Wohlgeschmack und an Qualität zu, und weil Babette mit dem Kaufmann und den Fischhändlern zäh und geschickt verhandelt, den Speisezettel durch das Sammeln von Kräutern bereichert, wird sogar zur Überraschung der Schwestern die Haushaltskasse geschont.

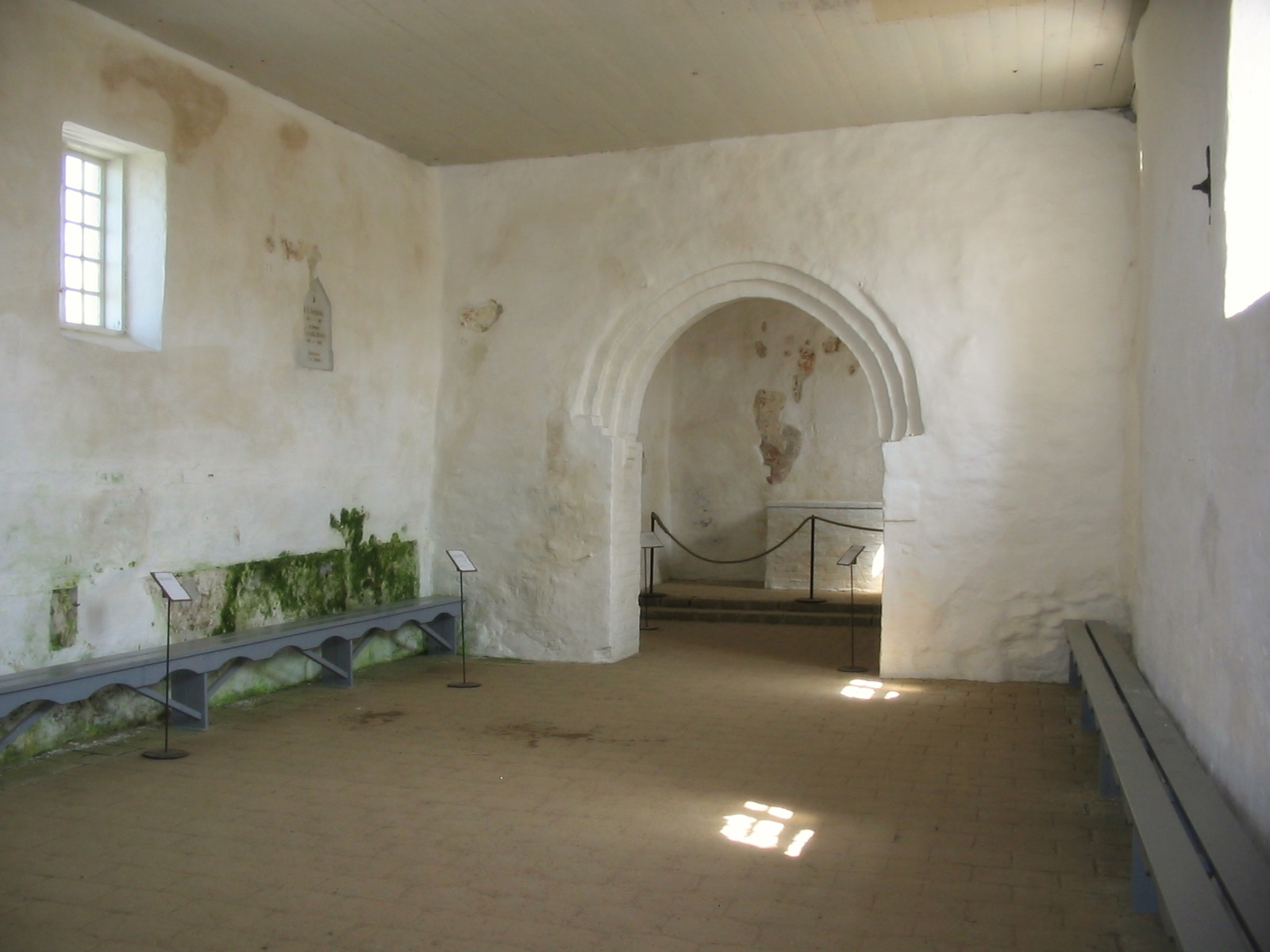
Drehort Mårup

Vierzehn Jahre später – Babette hat sich inzwischen in die Dorfgemeinschaft eingelebt – gewinnt sie in einer französischen Lotterie 10.000 Francs und könnte nun in ihre Heimat zurückkehren.
Babette bittet die Schwestern, ein Festessen zum Andenken an den 100. Geburtstag des verstorbenen Pastors im französischen Stil ausrichten zu dürfen. Sie möchte so ihren Dank für die Gastfreundschaft der Schwestern und der Dorfgemeinschaft zum Ausdruck bringen. Die Zutaten lässt sie eigens aus Frankreich kommen. Nach und nach werden eine große lebende Schildkröte, ein Käfig voller Wachteln, ein riesiger Ochsenkopf, eine Stange Eis und diverse andere Zutaten angeliefert. Von den Vorbereitungen und insbesondere den Weinlieferungen beunruhigt, beschließen die Schwestern und die Gäste, die Einladung zwar anzunehmen, aber – um ihrer einfachen, gottesfürchtigen Lebensweise treu zu bleiben – der Versuchung dieser weltlichen Genüsse mit eisernem Schweigen zu begegnen und Babettes Kochkünste nicht zu loben.
Während des Festmahls nehmen die Dorfbewohner das Essen äußerlich unbeeindruckt zu sich. Auch Martinas ehemaliger Verehrer Lorens Löwenhjelm, der gerade auf Besuch bei seiner alten Tante ist und inzwischen als General Karriere gemacht hat, ist eingeladen. Als Mann von Welt erkennt er die außergewöhnliche Qualität des Essens und lobt das Mahl. Nur einmal in seinem Leben habe er ein Mahl von dieser Perfektion erlebt, und zwar in einem Pariser Restaurant mit General Galliffet als Gastgeber; der Koch dort sei eine Frau gewesen. Sie hätte den Menüs den Charakter einer romantischen Liebesaffäre gegeben, wo man Geist und Körper nicht mehr unterscheiden könne. Seine Tischrede ist voll biblischer Zitate Denn Barmherzigkeit und Wahrheit begegnen einander, Gerechtigkeit und Freude küssen einander (nach Psalm 85,11). Die übrigen Gäste, die die Tischgespräche auch mit frommen Erinnerungen an den verstorbenen Pastor bestritten hatten, werden mit steigendem Alkoholkonsum eins mit dem Liebesmahl der Köchin, es kommt zu Versöhnungen und Küssen.
Babette erklärt nach der Feier den beiden fassungslosen Schwestern, dass sie die Kosten für dieses Mahl mit ihrem gesamten Gewinn finanziert hat; denn soviel koste nun einmal ein Essen für zwölf Personen in einem Spitzenrestaurant in Paris, wo sie Küchenchefin war. Sie wolle weiterhin in der Gemeinschaft der beiden Schwestern, die sie so barmherzig aufgenommen haben, leben. In Paris würde sie niemanden mehr kennen.

### Das Festmenü
Das Menü im Film wurde von Jan Cocotte-Pedersen, Chefkoch des Kopenhagener Restaurants La Cocotte, auf Basis der Novelle entwickelt.
- Schildkrötensuppe
- „Blini Demidoff“ mit Smetana und schwarzem Kaviar (tatsächlich handelt es sich aber nicht um Blini, sondern um Oladji)
- Wachteln im Sarkophag mit Foie gras und Sauce Perigourdine (Trüffelsauce)
- Baba au rhum mit frischglasiertem Fruchtsalat und Obstplatte mit Ananas, Feigen, Charentais-Melonen, Datteln sowie weißen und blauen Trauben.

Zum Essen serviert wird zunächst Amontillado, und nur der General, der seiner Zunge kaum trauen will, merkt, welcher Spitzenwein und welcher Spitzenjahrgang hier ausgeschenkt wird. Jeder bekommt auf Anweisung von Babette nur ein Glas, nur dem General wird nachgeschenkt, sobald das Glas leer ist. Es folgen Clos Vougeot, Champagner, und zwar Veuve Cliquot, den die frommen Pietisten mit gutem Gewissen trinken können, da sie das prickelnde Getränk für Limonade und daher für unbedenklich halten. Zum Kaffee wird in winzigen Gläschen Marc de Champagne serviert, den die Tischgesellschaft genussvoll und in heiterster Stimmung zu sich nimmt.

## Produktionshintergrund
Philippa und Achille Papin, gespielt von dem französischen Opernsänger Jean-Philippe Lafont, singen gemeinsam im Film das Duett Là ci darem la mano aus Don Giovanni von Wolfgang Amadeus Mozart. Als Gesangsstimme von Philippa ist die bekannte dänische Opernsängerin Tina Kiberg zu hören, die eigentliche Schauspielerin Hanne Stensgaard wurde hierfür übersynchronisiert. Die Kleidung von Babette im Film wurde von Karl Lagerfeld entworfen, der bei über 30 Filmen die Kleider der modebewussten Stéphane Audran schneiderte.

## Synchronisation
Die Synchronfassung für Babettes Fest entstand zur deutschen Kinopremiere.
| Rolle                     | Schauspieler                              | Dt. Synchronstimme       |
| ------------------------- | ----------------------------------------- | ------------------------ |
| Babette Harsant           | Stéphane Audran                           | Marie-Paule Ragheb       |
| General Lorens Löwenhjelm | Jarl Kulle (alt) / Gudmar Wivesson (jung) | Randolf Kronberg (beide) |

## Rezeption
Premiere hatte der Film im Mai 1987 auf den Filmfestspielen von Cannes, am 28. August 1987 folgte der dänische Kinostart. Am 4. März 1988 lief der Film auch in den USA an, wo er von Filmkritikern gelobt wurde und über vier Millionen US-Dollar einspielte. Deutscher Kinostart war am 8. Dezember 1988.
Der Film wurde von der französischen Kritik positiv aufgenommen und später mehrmals im deutschsprachigen Fernsehen ausgestrahlt. Er ist auf Video und DVD erschienen.

### Kritiken
In der Filmzeitschrift VideoWoche lobte man den Film als „besinnliches, ruhiges Drama“, als „filmisches Meisterwerk“ und als ein „Fest fürs Auge, das das anspruchsvolle Publikum begeistert“. Die Französin Stephane Audran liefere eine Glanzleistung.
Andreas Kilb schrieb am 9. Dezember 1988 in Die Zeit, der Film habe eine Langsamkeit, die man im heutigen Kino nicht mehr erwarten würde. Das Fest am Ende des Filmes würde dann alle Geschichten aufheben und zusammenführen: „Wer Literaturverfilmungen prinzipiell ablehnt, wird auch diese mit frommen Wahrheiten abtun können. Wer sich aber sehnt nach der zerbrechlichen Einheit von Wort und Bild, die das Kino noch manchmal erreicht, für den ist die Tafel gedeckt.“
Der US-amerikanische Filmkritiker Desson Howe schrieb in der Washington Post vom 8. April 1988, Gabriel Axel sei eine „schöne und unaufdringliche“ Adaption der Erzählung von Karen Blixen gelungen. Das Ende des Films, das Festessen, sei „glorreich“ (glorious).

### Auszeichnungen
Bei der Oscarverleihung 1988 gewann Babettes Fest in der Kategorie „Bester fremdsprachiger Film“ und konnte sich damit unter anderem gegen Louis Malles Auf Wiedersehen, Kinder und Nils Gaups Pathfinder durchsetzen. Im Jahr darauf war der Film in derselben Kategorie für den Golden Globe nominiert.
Den British Academy Film Award gewann der Film 1989 als „Bester nicht-englischsprachiger Film“. Zudem war er in den Kategorien „Bester Film“, „Beste Regie“, „Beste Hauptdarstellerin“ (Stéphane Audran), „Bestes adaptiertes Drehbuch“ und „Beste Kamera“ nominiert. Stéphane Audran gewann den dänischen Filmpreis Robert in der Kategorie „Beste Hauptdarstellerin“.
Auf dem ersten Festival des nordischen Films im französischen Rouen erhielt der Film den Publikumspreis und den Großen Jurypreis. Auf den Internationalen Filmfestspielen von Cannes wurde der Film 1987 mit dem Preis der Ökumenischen Jury ausgezeichnet.
1995 wurde Babettes Fest in die Filmliste des Vatikans aufgenommen, die insgesamt 45 Filme umfasst, die aus Sicht des Heiligen Stuhls besonders empfehlenswert sind.

### Lob in einem päpstlichen Lehrschreiben
Papst Franziskus zitierte in § 129 seines Lehrschreibens Amoris laetitia vom 19. März 2016 lobend eine Szene aus den Film:
Die Freude dieser beschaulichen Liebe muss gepflegt werden. Da wir erschaffen sind, um zu lieben, wissen wir, dass es keine größere Freude gibt als die über ein geteiltes Gut: »Versag dir nicht das Glück des Tages […] Beschenk den Bruder und gönne auch dir etwas« (Sir 14,14a.16a). Die intensivsten Freuden des Lebens kommen auf, wenn man die anderen beglücken kann, in einer Vorausnahme des Himmels. Man erinnere sich an die geglückte Szene in dem Film „Babettes Fest“, wo die großherzige Köchin eine dankerfüllte Umarmung und ein Lob empfängt: „Wie wirst du die Engel ergötzen!“ Süß und belebend ist die Freude, anderen Vergnügen zu bereiten und zu sehen, wie sie genießen.
Damit hat sich erstmals ein Papst in einem Lehrschreiben auf einen Kinofilm berufen.